# Wassiljew-Preis

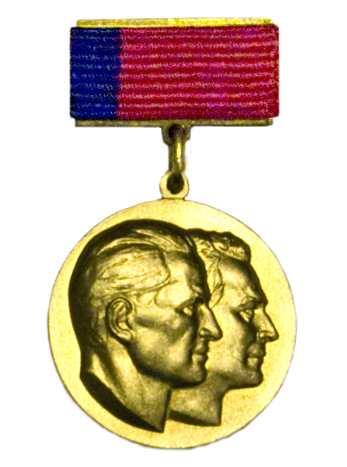
Der Wassiljew-Staatspreis

Der Staatspreis der Gebrüder Wassiljew (1965–1990) war ein jährlicher Staatspreis, der 1965 vom Ministerrat der RSFSR gestiftet wurde. Jährlich wurden je 3 Gebrüder-Wassiljew-Preise für kinematografische Arbeiten aller Art (Spielfilme, Dokumentarfilme, populärwissenschaftliche Filme und Animationsfilme) sowie für Arbeiten von Drehbuchautoren, Regisseuren, Schauspielern, Kameraleuten, Künstlern, Tontechnikern und Beratern verliehen. Die Preisträger erhielten den Titel Preisträger des Staatspreises der RSFSR sowie eine Ehrennadel und eine Urkunde.
Bei den "Wassiljewbrüdern" handelt es sich um die zwei nicht miteinander verwandte sowjetische Filmregisseure, Georgi Wassiljew (russisch: Георгий Николаевич Васильев, 1899–1946) und Sergej Wassiljew (russisch: Сергей Дмитриевич Васильев, 1900–1959).